# 横澤勉
横澤 勉（よこざわ つとむ、1957年 10月16日-）は、日本の化学工学者、化学者で、専門は高分子化学。世界で初めて縮合系高分子の精密合成法の開発に成功したパイオニアとして知られる。

## 経歴
1957年千葉県生まれ。1985年東京工業大学大学院理工学研究科博士後期課程化学工学専攻中途退学、1985年東京工業大学資源化学研究所技官。1988年同助手。1991年神奈川大学工学部応用化学科専任講師。1993年同助教授。1999年同教授。2006年同学科名称変更により現職。1997年米イリノイ大学在外研究員。分子の長さがまちまちで一定にそろえることは不可能とされていた高分子をCGCP（連鎖縮合重合）という方法を用いて初めて分子量の揃った合成に成功（精密合成法）。さらに、「π共役系高分子」の長さを一定にする試みにも成功。

## 著作・文献
- 『大学院有機化学 第2版』『基礎高分子化学』東京化学同人 共著
- 『21世紀の化学シリーズ 第二巻 有機化学反応』(朝倉書店）共著